# Klostergasse (Altenburg)

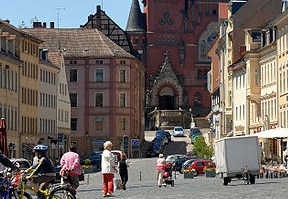
Das Haus Klostergasse 1 vor dem Abriss, vom Markt aus gesehen

Die Klostergasse in Altenburg ist eine Gasse im historischen Stadtkern von Altenburg, die in die südöstliche Ecke des Marktplatzes einmündet. Sie ist Teil der denkmalgeschützten Gesamtanlage „Kernstadt Altenburg mit Vorstädten“. Der Abbruch der gesamten Westseite der Gasse mit den Hausnummern 1–5 durch die Städtische Wohnungsgesellschaft Altenburg (SWG) im Oktober 2011 machte die Gasse deutschlandweit bekannt. 

## Geschichte
Die Bebauung der Straße stammte überwiegend aus dem 19. Jahrhundert:
Die Häuser Klostergasse 1 und Klostergasse 3 waren schlichte, drei- bis viergeschossige Massivbauten, deren Fassaden in den 60er Jahren neu verputzt worden waren. Sie beinhalteten jedoch noch ältere Bauteile.
Das viergeschossige Wohn- und Geschäftshaus Klostergasse 5 stammte aus der Zeit um 1870. Mit seiner zur Klostergasse zugewandten Seite bildete es die westliche Platzbegrenzung des Altenburger Marktplatzes. Die nördliche Fassade mit 6 Fensterachsen begrenzte die Straße Bei der Brüderkirche, die zur Brüderkirche hinaufführt. Die massiv erbauten und verputzten Fassaden waren im spätklassizistischen Stil der Gründerzeit gestaltet. Es gab eine etwas hervortretende Sockel, eine dreigeschossige Mittelzone und einen mit einem Gesims abgetrennten Drempel. Die Straßenecke war im Grundriss als Achteck-Segment ausgebildet und in der Fassadenansicht durch Geschoss- und Brustgesimse horizontal und Kolossalpilaster vertikal gegliedert. Die drei Schaufenster an der Ecke sowie die Fenster des 2. Obergeschosses trugen klassizistische Fensterbedachungen. 
Am 25. September 2009 legte die Städtische Wohnungsgesellschaft Altenburg, die im Laufe der Jahre den gesamten Häuserblock zwischen der Klostergasse, der Straße Bei der Brüderkirche und dem Topfmarkt erworben hatte, dem Stadtrat ein Neubebauungskonzept vor, bei dem ein Supermarkt, ein Café, zwei Parkdecks und 37 Wohnungen entstehen sollten. Hierzu sollten alle Gebäude einschließlich des von 1753 stammenden Einzeldenkmal Bei der Brüderkirche 9, abgerissen werden. Die Kosten wurden mit 5 Mio. € veranschlagt. Treibende Kraft für das Projekt war Altenburgs Oberbürgermeister Michael Wolf (SPD), gleichzeitig Aufsichtsratsvorsitzender der zu 100 % in städtischem Eigentum befindlichen SWG. Danach gab es heftige Proteste sowohl im Stadtrat als auch bei den Bürgern und in der regionalen und überregionalen Presse. Der zuständige Landeskonservator Holger Reinhardt forderte den Erhalt und die Integration der Gebäude Klostergasse 5 und Bei der Brüderkirche 9 in das Bauvorhaben. Im November 2010 kam eine Expertengruppe Städtebaulicher Denkmalschutz des Bundesbauministeriums nach Altenburg und sprach sich ebenfalls einmütig für den Erhalt der Häuser aus.
Als Kompromiss versprach die Stadt schließlich den Erhalt der Barockfassade des Hauses Bei der Brüderkirche 9. Im März 2011 beschloss der Stadtrat mit 22 zu 15 Stimmen einen entsprechenden Bebauungsplan. Aus Protest gegen diese Entscheidung erklärte der Vorsitzende des Denkmalbeirates der Stadt Altenburg, Andreas Gießler, am 25. Mai 2011 seinen Rücktritt. Im Oktober 2011 wurde schließlich alle Häuser entlang der Klostergasse und des Topfmarktes abgebrochen. Am 13. März 2012 wurde schließlich auch die zunächst abgestützte Barockfassade Bei der Brüderkirche 9 aus angeblich statischen Gründen beseitigt. Im Juli 2012 wurde schließlich nach zuvor durchgeführten archäologischen Untersuchungen mit dem Neubau begonnen, der dann schließlich im Februar 2014 bezogen wurde.